# Hrvatski telekom Prva liga 2018/2019
Prva hrvatska nogometna liga 2018/2019 (oficiálně nazvaná podle sponzora Hrvatski telekom Prva liga) byla 28. ročníkem nejvyšší chorvatské fotbalové soutěže. Zúčastnilo se jej deset klubů.

## Týmy
23. dubna 2018 chorvatská fotbalová federace oznámila první vlnu udělení licencí pro ročník 2018-19. Pro tuto sezonu obdrželo nejvyšší licenci pouze 8 klubů: Dinamo Záhřeb, Gorica, Hajduk Split, Inter Zaprešić, Lokomotiva, Osijek, Rijeka a Slaven Belupo. Všechny tyto týmy (až na Goricu) také obdržely licenci pro účast v soutěžích UEFA. Ve druhé fázi rozdávání licencí se kluby, které ji ještě neměly, mohly proti rozhodnutí odvolat.

### Stadiony a lokace
| Dinamo Zagreb        | Gorica                        | Hajduk Split          | Inter Zaprešić          |
| -------------------- | ----------------------------- | --------------------- | ----------------------- |
| Stadion Maksimir     | Gradski stadion Velika Gorica | Stadion Poljud        | Stadion ŠRC Zaprešić    |
| Capacity: 35,123     | Capacity: 5,000               | Capacity: 34,198      | Capacity: 5,228         |
|                      |                               |                       |                         |
| Istra 1961           |                               |                       | Lokomotiva              |
| Stadion Aldo Drosina | Stadion Kranjčevićeva         |                       |                         |
| Capacity: 9,800      | Capacity: 8,850               |                       |                         |
|                      |                               |                       |                         |
| Osijek               | Rijeka                        | Rudeš                 | Slaven Belupo           |
| Stadion Gradski vrt  | Stadion Rujevica              | Stadion Kranjčevićeva | Stadion Ivan Kušek-Apaš |
| Capacity: 18,856     | Capacity: 8,279               | Capacity: 8,850       | Capacity: 3,205         |
|                      |                               |                       |                         |

| Klub              | Město         | Stadión                       | Kapacita | Ref.  |
| ----------------- | ------------- | ----------------------------- | -------- | ----- |
| GNK Dinamo Zagreb | Záhřeb        | Stadion Maksimir              | 35,123   | [ 2 ] |
| HNK Gorica        | Velika Gorica | Gradski stadion Velika Gorica | 5,000    | [ 2 ] |
| HNK Hajduk Split  | Split         | Stadion Poljud                | 34,198   | [ 3 ] |
| NK Inter Zaprešić | Zaprešić      | Stadion ŠRC Zaprešić          | 5,228    | [ 4 ] |
| NK Istra 1961     | Pula          | Stadion Aldo Drosina          | 9,800    | [ 5 ] |
| NK Lokomotiva     | Záhřeb        | Stadion Kranjčevićeva1        | 8,850    | [ 6 ] |
| NK Osijek         | Osijek        | Stadion Gradski vrt           | 18,856   | [ 7 ] |
| HNK Rijeka        | Rijeka        | Stadion Rujevica              | 8,279    | [ 8 ] |
| NK Rudeš          | Záhřeb        | Stadion Kranjčevićeva1        | 8,850    | [ 6 ] |
| NK Slaven Belupo  | Koprivnica    | Stadion Ivan Kušek-Apaš       | 3,205    | [ 9 ] |

- 1 Lokomotiva a Rudeš hrály domácí zápasy na Stadionu Kranjčevićeva, protože jejich stadiony neobdržely licenci. Stadion patří týmu NK Zagreb.

| Rank | Administrativní dělení Chorvatska | Počet týmů | Klub(s)                              |
| ---- | --------------------------------- | ---------- | ------------------------------------ |
| 1    | Záhřeb                            | 3          | Dinamo Zagreb, Lokomotiva, and Rudeš |
| 2    | Záhřebská župa                    | 2          | Gorica, Inter Zaprešić               |
| 3    | Istria                            | 1          | Istra 1961                           |
| 3    | Koprivnica-Križevci               | 1          | Slaven Belupo                        |
| 3    | Osijek-Baranja                    | 1          | Osijek                               |
| 3    | Primorje-Gorski Kotar             | 1          | Rijeka                               |
| 3    | Split-Dalmatia                    | 1          | Hajduk Split                         |

### Vedení a dresy
| Klub           | Trenér           | Kapitán           | Výrobce dresů | Sponzor              |
| -------------- | ---------------- | ----------------- | ------------- | -------------------- |
| Dinamo Zagreb  | Nenad Bjelica    | Arijan Ademi      | Adidas        | Lana grupa           |
| Gorica         | Sergej Jakirović | Igor Čagalj       | Alpas         | JAF J.u.A. Frischeis |
| Hajduk Split   | Siniša Oreščanin | Mijo Caktaš       | Macron        | Tommy                |
| Inter Zaprešić | Samir Toplak     | Karlo Muhar       | Joma          | B2 Assets            |
| Istra 1961     | Igor Cvitanović  | Marin Grujević    | Kelme         | Croatia Osiguranje   |
| Lokomotiva     | Goran Tomić      | Fran Karačić      | Nike          | Crodux               |
| Osijek         | Dino Skender     | Mile Škorić       | Nike          | DOBRO                |
| Rijeka         | Igor Bišćan      | Alexander Gorgon  | Joma          | Sava Osiguranje      |
| Rudeš          | Tomislav Ivković | Tomislav Mrkonjić | Kelme         |                      |
| Slaven Belupo  | Ivica Sertić     | Mateas Delić      | Adidas        | Belupo               |

### Trenérské změny
| Tým           | Odvolaný/rezignující trenér | Datum odchodu trenéra | Nově nastoupivší trenér | Datum nástupu trenéra | Pozice v tabulce |
| ------------- | --------------------------- | --------------------- | ----------------------- | --------------------- | ---------------- |
| Rudeš         | Jose Manuel Aira            | 22. května 2018       | Ivan Matić              | 17. června 2018       | Před sezonou     |
| Gorica        | Ivan Prelec                 | 4. června 2018        | Sergej Jakirović        | 18. června 2018       | Před sezonou     |
| Istra 1961    | Darko Raić-Sudar            | 10. července 2018     | Manolo Márquez          | 10. července 2018     | Před sezonou     |
| Hajduk Split  | Željko Kopić                | 5. září 2018          | Zoran Vulić             | 9. září 2018          | 8. místo         |
| Istra 1961    | Manolo Márquez              | 18. září 2018         | Curro Torres            | 20. září 2018         | 9. místo         |
| Rudeš         | Ivan Matić                  | 3. října 2018         | Marko Lozo              | 3. října 2018         | 10. místo        |
| Rijeka        | Matjaž Kek                  | 6. října 2018         | Igor Bišćan             | 9. října 2018         | 5. místo         |
| Istra 1961    | Curro Torres                | 27. října 2018        | Krunoslav Rendulić      | 28. října 2018        | 9. místo         |
| Slaven Belupo | Tomislav Ivković            | 10. listopadu 2018    | Ivica Sertić            | 21. prosince 2018     | 7. místo         |
| Hajduk Split  | Zoran Vulić                 | 27. listopadu 2018    | Siniša Oreščanin        | 27. listopadu 2018    | 6. místo         |
| Rudeš         | Marko Lozo                  | 4. prosince 2018      | Darko Jozinović         | 5. prosince 2018      | 10. místo        |
| Rudeš         | Darko Jozinović             | 24. prosince 2018     | Tomislav Ivković        | 24. prosince 2018     | 10. místo        |
| Istra 1961    | Krunoslav Rendulić          | 4. března 2019        | Igor Cvitanović         | 4. března 2019        | 9. místo         |
| Osijek        | Zoran Zekić                 | 29. března 2019       | Dino Skender            | 29. března 2019       | 3. místo         |

## Tabulka
| Poř. | Tým                  | Z  | V  | R  | P  | VG | OG | B  |
| ---- | -------------------- | -- | -- | -- | -- | -- | -- | -- |
| 1.   | GNK Dinamo Zagreb    | 36 | 29 | 5  | 2  | 74 | 20 | 92 |
| 2.   | HNK Rijeka           | 36 | 19 | 10 | 7  | 70 | 36 | 67 |
| 3.   | NK Osijek            | 36 | 18 | 8  | 10 | 61 | 36 | 62 |
| 4.   | HNK Hajduk Split     | 36 | 17 | 11 | 8  | 59 | 39 | 62 |
| 5.   | HNK Gorica           | 36 | 17 | 8  | 11 | 57 | 46 | 59 |
| 6.   | NK Lokomotiva Zagreb | 36 | 13 | 10 | 13 | 51 | 43 | 49 |
| 7.   | NK Slaven Belupo     | 36 | 7  | 16 | 13 | 41 | 53 | 37 |
| 8.   | NK Inter Zaprešić    | 36 | 9  | 4  | 23 | 40 | 84 | 31 |
| 9.   | NK Istra 1961        | 36 | 6  | 7  | 23 | 31 | 73 | 25 |
| 10.  | NK Rudeš             | 36 | 3  | 5  | 28 | 26 | 80 | 14 |

Poznámky:
- Z = Odehrané zápasy; V = Vítězství; R = Remízy; P = Prohry; VG = Vstřelené góly; OG = Obdržené góly; B = Body
- (N) = nováček (předchozí sezónu hrál nižší soutěž a postoupil)

|  | Postup do 2. předkola Ligy mistrů UEFA 2019/2020         |
|  | Postup do 3. předkola Evropské ligy UEFA 2019/2020       |
|  | Postup do 2. předkola Evropské ligy UEFA 2019/2020       |
|  | Postup do 1. předkola Evropské ligy UEFA 2019/2020       |
|  | Kvalifikace do baráže o První chorvatskou ligu 2019/2020 |
|  | Sestup do druhé ligy 2019/2020                           |